# Canton de Lille-5
Le canton de Lille-5 est une circonscription électorale française du département du Nord créée par le décret du 17 février 2014. Il tient lieu de circonscription d'élection des conseillers départementaux et entre en vigueur lors des élections départementales de 2015.

## Histoire
Un nouveau découpage territorial du département du Nord entre en vigueur à l'occasion des premières élections départementales suivant le décret du 17 février 2014. Les conseillers départementaux sont, à compter de ces élections, élus au scrutin majoritaire binominal mixte. Les électeurs de chaque canton élisent au Conseil départemental, nouvelle appellation du Conseil général, deux membres de sexe différent, qui se présentent en binôme de candidats. Les conseillers départementaux sont élus pour 6 ans au scrutin binominal majoritaire à deux tours, l'accès au second tour nécessitant 12,5 % des inscrits au 1er tour. En outre la totalité des conseillers départementaux est renouvelée. Ce nouveau mode de scrutin nécessite un redécoupage des cantons dont le nombre est divisé par deux avec arrondi à l'unité impaire supérieure si ce nombre n'est pas entier impair, assorti de conditions de seuils minimaux. Dans le Nord, le nombre de cantons passe ainsi de 79 à 41.
Le canton de Lille-5 reprend une partie des anciens cantons de Lille-Sud, Lille-Sud-Ouest et de Lille-Centre. Il est entièrement inclus dans l'arrondissement de Lille. Le bureau centralisateur est situé à Lille.

## Représentation
| Période élective | Période élective | Mandat | Mandat   | Identité                        | Nuance | Nuance | Qualité |
| ---------------- | ---------------- | ------ | -------- | ------------------------------- | ------ | ------ | --- |
| 2015             | 2021             | 2015   | 2021     | Patrick Kanner                  |        | PS     | Administrateur territorial Ancien Ministre de la Ville, de la Jeunesse et des Sports Ancien Président du Conseil général Ancien adjoint au maire de Lille Ancien conseiller général du Canton de Lille-Sud-Ouest (1998-2015) Sénateur depuis 2017 |
| 2015             | 2021             | 2015   | 2021     | Marie-Christine Staniec-Wavrant |        | PS     | Attachée d'administration hospitalière au Centre hospitalier universitaire (CHU) de Lille Maire-adjointe de Lille Ancienne conseillère générale du Canton de Lille-Sud (2004-2015)                                                                |
| 2021             | 2028             | 2021   | en cours | Maël Guiziou                    |        | EELV   | Professeur de sciences économiques et sociales, conseiller municipal de Lille |
| 2021             | 2028             | 2021   | en cours | Anne Mikolajczak                |        | EELV   | Psychologue de l'éducation nationale, ancienne adjointe à la maire de Lille |

### Résultats détaillés

#### Élections de mars 2015
À l'issue du 1er tour des élections départementales de 2015, deux binômes sont en ballottage : Patrick Kanner et Marie-Christine Staniec-Wavrant (PS, 37,6 %) et François Kinget et Isabelle Mahieu (Union de la Droite, 23,39 %). Le taux de participation est de 37,12 % (12 015 votants sur 32 367 inscrits) contre 46,81 % au niveau départemental et 50,17 % au niveau national.
Au second tour, Patrick Kanner et Marie-Christine Staniec-Wavrant (PS) sont élus avec 59,65 % des suffrages exprimés et un taux de participation de 36,23 % (6 442 voix pour 11 726 votants et 32 368 inscrits).

#### Élections de juin 2021
Le premier tour des élections départementales de 2021 est marqué par un très faible taux de participation (33,26 % au niveau national). Dans le canton de Lille-5, ce taux de participation est de 26,79 % (9 190 votants sur 34 309 inscrits) contre 30,39 % au niveau départemental. À l'issue de ce premier tour, deux binômes sont en ballottage : Maël Guiziou et Anne Mikolajczak (binôme écologiste, 27,09 %) et El Madani Oulkebir et Marie-Christine Staniec Wavrant (PS, 23,1 %).
Le second tour des élections est marqué une nouvelle fois par une abstention massive équivalente au premier tour. Les taux de participation sont de 34,36 % au niveau national, 31,01 % dans le département et 26,97 % dans le canton de Lille-5. Maël Guiziou et Anne Mikolajczak (binôme écologiste) sont élus avec 55,16 % des suffrages exprimés (4 461 voix pour 9 261 votants et 34 332 inscrits),,.

## Composition
| Nom                           | Code Insee | Intercommunalité              | Superficie (km2) | Population (dernière pop. légale)                 | Densité (hab./km2) | Modifier                                    |
| ----------------------------- | ---------- | ----------------------------- | ---------------- | ------------------------------------------------- | ------------------ | ------------------------------------------- |
| Lille (bureau centralisateur) | 59350      | Métropole européenne de Lille | 34,83            | Fraction : 75 426 (2022) Commune : 238 695 (2022) | 6 853              | modifier les données · modifier les données |
| Canton de Lille-5             | 5927       |                               |                  | 75 426 (2022)                                     |                    | modifier les données                        |

Le canton de Lille-5 comprend :

1. La partie de la commune de Lille située à l'est d'une ligne définie par l'axe des voies et limites suivantes : depuis la limite territoriale de la commune de Loos, autoroute A 25, boulevard de la Moselle, boulevard de Lorraine, avenue Léon-Jouhaux, cours du canal de la Deûle, avenue de Soubise, passerelle Edmond-Ory, jusqu'à la limite territoriale de la commune de Lambersart ;
2. La partie de la commune de Lille située à l'ouest d'une ligne définie par l'axe des voies et limites suivantes : depuis la limite territoriale de la commune de Saint-André-lez-Lille, cours du canal de la Deûle, boulevard de la Liberté, square Daubenton, boulevard Vauban, rue de Solférino, place de Sébastopol, rue des Postes, rue Brûle-Maison, rue d'Artois, boulevard Victor-Hugo, place Barthélemy-Dorez, rue du Faubourg-des-Postes, autoroute A 25, rue de Jussieu, ligne de chemin de fer, jusqu'à la limite territoriale de la commune de Ronchin.

## Démographie
En 2022, le canton comptait 75 426 habitants, en évolution de +3,99 % par rapport à 2016 (Nord : +0,51 %, France hors Mayotte : +2,11 %).
| 2013   | 2018   | 2022   |
| ------ | ------ | ------ |
| 72 428 | 73 629 | 75 426 |